# Bóng đá tại Đại hội Thể thao châu Á
Bóng đá được đưa vào Đại hội Thể thao châu Á từ năm 1951 đối với bóng đá nam và 1990 đối với bóng đá nữ.
Bắt đầu từ năm 2002, các đội tuyển nam tham dự là đội tuyển Olympic, với các cầu thủ dưới 23 tuổi cộng thêm 3 cầu thủ quá độ tuổi này, giống như tại Thế vận hội. Dù Kazakhstan là thành viên của Hội đồng Olympic châu Á, họ không được tham dự môn bóng đá tại đại hội từ năm 2002 do liên đoàn bóng đá nước này (KFF) đã rời AFC để gia nhập UEFA. Điều tương tự cũng được áp dụng cho Guam và Úc, hai thành viên của AFC nhưng lại là thành viên của Ủy ban Olympic quốc gia châu Đại Dương.
Nhật Bản là quốc gia duy nhất giành huy chương vàng ở cả hai nội dung nam và nữ trong cùng một đại hội (2010).

## Giải đấu nam

### Tóm tắt
| Năm           | Chủ nhà                         |                                | Chung kết            | Chung kết           | Chung kết       |                 | Tranh hạng ba       | Tranh hạng ba | Tranh hạng ba |
| Năm           | Chủ nhà                         | Huy chương vàng                | Tỷ số                | Huy chương bạc      | Huy chương đồng | Tỷ số           | Hạng tư             |               |               |
| ------------- | ------------------------------- | ------------------------------ | -------------------- | ------------------- | --------------- | --------------- | ------------------- | ------------- | ------------- |
| 1951 chi tiết | New Delhi, Ấn Độ                | · Ấn Độ                        | 1–0                  | · Iran              | · Nhật Bản      | 2–0             | · Afghanistan       |               |               |
| 1954 chi tiết | Manila, Philippines             | · Trung Hoa Dân Quốc           | 5–2                  | · Hàn Quốc          | · Myanmar       | 5–4             | · Indonesia         |               |               |
| 1958 chi tiết | Tokyo, Nhật Bản                 | · Trung Hoa Dân Quốc           | 3–2                  | · Hàn Quốc          | · Indonesia     | 4–1             | · Ấn Độ             |               |               |
| 1962 chi tiết | Jakarta, Indonesia              | · Ấn Độ                        | 2–1                  | · Hàn Quốc          | · Mã Lai        | 4–1             | · Việt Nam Cộng hòa |               |               |
| 1966 chi tiết | Băng Cốc, Thái Lan              | · Myanmar                      | 1–0                  | · Iran              | · Nhật Bản      | 2–0             | · Singapore         |               |               |
| 1970 chi tiết | Băng Cốc, Thái Lan              | · Myanmar · Hàn Quốc           | 0–0 h.p.1            |                     | · Ấn Độ         | 1–0             | · Nhật Bản          |               |               |
| 1974 chi tiết | Tehran, Iran                    | · Iran                         | 1–0                  | · Israel            | · Malaysia      | 2–1             | · CHDCND Triều Tiên |               |               |
| 1978 chi tiết | Băng Cốc, Thái Lan              | · CHDCND Triều Tiên · Hàn Quốc | 0–0 h.p.1            |                     | · Trung Quốc    | 1–0             | · Iraq              |               |               |
| 1982 chi tiết | New Delhi, Ấn Độ                | · Iraq                         | 1–0                  | · Kuwait            | · Ả Rập Xê Út   | 2–02            | · CHDCND Triều Tiên |               |               |
| 1986 chi tiết | Seoul, Hàn Quốc                 | · Hàn Quốc                     | 2–0                  | · Ả Rập Xê Út       | · Kuwait        | 5–0             | · Indonesia         |               |               |
| 1990 chi tiết | Bắc Kinh, Trung Quốc            | · Iran                         | 0–0 h.p. (4–1) ph.đ. | · CHDCND Triều Tiên | · Hàn Quốc      | 1–0             | · Thái Lan          |               |               |
| 1994 chi tiết | Hiroshima, Nhật Bản             | · Uzbekistan                   | 4–2                  | · Trung Quốc        | · Kuwait        | 2–1             | · Hàn Quốc          |               |               |
| 1998 chi tiết | Băng Cốc, Thái Lan              | · Iran                         | 2–0                  | · Kuwait            | · Trung Quốc    | 3–0             | · Thái Lan          |               |               |
| 2002 chi tiết | Busan, Hàn Quốc                 | · Iran                         | 2–1                  | · Nhật Bản          | · Hàn Quốc      | 3–0             | · Thái Lan          |               |               |
| 2006 chi tiết | Doha, Qatar                     | · Qatar                        | 1–0                  | · Iraq              | · Iran          | 1–0 h.p.        | · Hàn Quốc          |               |               |
| 2010 chi tiết | Quảng Châu, Trung Quốc          | · Nhật Bản                     | 1–0                  | · UAE               | · Hàn Quốc      | 4–3             | · Iran              |               |               |
| 2014 chi tiết | Incheon, Hàn Quốc               | · Hàn Quốc                     | 1–0 h.p.             | · CHDCND Triều Tiên | · Iraq          | 1–0             | · Thái Lan          |               |               |
| 2018 chi tiết | Jakarta và Palembang, Indonesia | · Hàn Quốc                     | 2–1 h.p.             | · Nhật Bản          | · UAE           | 1–1 (4–3 ph.đ.) | · Việt Nam          |               |               |
| 2022 chi tiết | Hàng Châu, Trung Quốc           | · Hàn Quốc                     | 2–1                  | · Nhật Bản          | · Uzbekistan    | 4–0             | · Hồng Kông         |               |               |
| 2026 chi tiết | Nagoya, Nhật Bản                |                                |                      |                     |                 |                 |                     |               |               |
| 2030 chi tiết | Doha, Qatar                     |                                |                      |                     |                 |                 |                     |               |               |
| 2034 chi tiết | Riyadh, Ả Rập Xê Út             |                                |                      |                     |                 |                 |                     |               |               |

*Giải đấu U-23 kể từ năm 2002.
1 Danh hiệu đã được chia sẻ.
2 Ả Rập Xê Út đã được mặc định trao giải play-off tranh hạng ba sau khi đội tuyển CHDCND Triều Tiên đã bị tạm đình chỉ 2 năm do tấn công trọng tài vào cuối trận bán kết.

### Bảng huy chương
| Đội tuyển         | Vàng                                     | Bạc                  | Đồng                  |
| ----------------- | ---------------------------------------- | -------------------- | --------------------- |
| Hàn Quốc          | 6 (1970, 1978, 1986*, 2014*, 2018, 2022) | 3 (1954, 1958, 1962) | 3 (1990, 2002*, 2010) |
| Iran              | 4 (1974*, 1990, 1998, 2002)              | 2 (1951, 1966)       | 1 (2006)              |
| Ấn Độ             | 2 (1951*, 1962)                          |                      | 1 (1970)              |
| Myanmar           | 2 (1966, 1970)                           |                      | 1 (1954)              |
| Đài Bắc Trung Hoa | 2 (1954, 1958)                           |                      |                       |
| Nhật Bản          | 1 (2010)                                 | 3 (2002, 2018, 2022) | 2 (1951, 1966)        |
| CHDCND Triều Tiên | 1 (1978)                                 | 2 (1990, 2014)       |                       |
| Iraq              | 1 (1982)                                 | 1 (2006)             | 1 (2014)              |
| Uzbekistan        | 1 (1994)                                 |                      | 1 (2022)              |
| Qatar             | 1 (2006*)                                |                      |                       |
| Kuwait            |                                          | 2 (1982, 1998)       | 2 (1986, 1994)        |
| Trung Quốc        |                                          | 1 (1994)             | 2 (1978, 1998)        |
| Ả Rập Xê Út       |                                          | 1 (1986)             | 1 (1982)              |
| UAE               |                                          | 1 (2010)             | 1 (2018)              |
| Israel            |                                          | 1 (1974)             |                       |
| Malaysia          |                                          |                      | 2 (1962, 1974)        |
| Indonesia         |                                          |                      | 1 (1958)              |

*: chủ nhà

## Giải đấu nữ

### Các tóm tắt
Giải đấu nữ đầu tiên đã được tổ chức trong Đại hội Thể thao châu Á 1990.
| Năm           | Chủ nhà             |                     | Chung kết            | Chung kết           | Chung kết           |                  | Tranh hạng ba       | Tranh hạng ba | Tranh hạng ba |
| Năm           | Chủ nhà             | Huy chương vàng     | Tỷ số                | Huy chương bạc      | Huy chương đồng     | Tỷ số            | Hạng tư             |               |               |
| 1990          | Bắc Kinh            | · Trung Quốc        | Không có playoff     | · Nhật Bản          | · CHDCND Triều Tiên | Không có playoff | · Đài Bắc Trung Hoa |               |               |
| 1994          | Hiroshima           | · Trung Quốc        | 2–0                  | · Nhật Bản          | · Đài Bắc Trung Hoa | Không có playoff | · Hàn Quốc          |               |               |
| 1998          | Băng Cốc            | · Trung Quốc        | 1–0 h.p.             | · CHDCND Triều Tiên | · Nhật Bản          | 2–1              | · Đài Bắc Trung Hoa |               |               |
| 2002          | Busan               | · CHDCND Triều Tiên | Không có playoff     | · Trung Quốc        | · Nhật Bản          | Không có playoff | · Hàn Quốc          |               |               |
| 2006          | Doha                | · CHDCND Triều Tiên | 0–0 h.p. (4–2) ph.đ. | · Nhật Bản          | · Trung Quốc        | 2–0              | · Hàn Quốc          |               |               |
| 2010          | Quảng Châu          | · Nhật Bản          | 1–0                  | · CHDCND Triều Tiên | · Hàn Quốc          | 2–0              | · Trung Quốc        |               |               |
| 2014          | Incheon             | · CHDCND Triều Tiên | 3–1                  | · Nhật Bản          | · Hàn Quốc          | 3–0              | · Việt Nam          |               |               |
| 2018          | Jakarta, Palembang  | · Nhật Bản          | 1–0                  | · Trung Quốc        | · Hàn Quốc          | 4–0              | · Đài Bắc Trung Hoa |               |               |
| 2022          | Hàng Châu           | · Nhật Bản          | 4–1                  | · CHDCND Triều Tiên | · Trung Quốc        | 7–0              | · Uzbekistan        |               |               |
| 2026 chi tiết | Nagoya, Nhật Bản    |                     |                      |                     |                     |                  |                     |               |               |
| 2030 chi tiết | Doha, Qatar         |                     |                      |                     |                     |                  |                     |               |               |
| 2034 chi tiết | Riyadh, Ả Rập Xê Út |                     |                      |                     |                     |                  |                     |               |               |